# Poranduba amazonense
O Poranduba amazonense, ou Kochiyma-uara Porandub, é um livro que reúne narrativas orais indígenas da Amazônia no fim do século XIX, coletadas e transcritas por João Barbosa Rodrigues, e publicado em 1890. Os contos são escritos em nheengatu, com uma tradução interlinear para o português, acompanhados também de uma tradução livre. Contém, ao todo, 59 narrativas, sem definição precisa de origem além da indicação do rio junto ao qual os povos autores dos contos viviam. As narrativas variam entre lendas mitológicas, contos astronômicos ou botânicos, e canções.
Barbosa Rodrigues declarou como motivação para a elaboração do livro o desejo de registar o estado da cultura indígena amazônica daquele período, como também estudar as transformações pela qual passava a língua geral. Poranduba significaria, segundo o etnólogo, histórias fantásticas.